# Трачевський Олександр Семенович
Олекса́ндр Семе́нович Траче́вський (1838, Ставрополь, Кавказька губернія, Російська імперія — 1906, Санкт-Петербург, Російська імперія) — історик і педагог, професор, засновник Вищих жіночик курсів в Одесі.

## Життєпис
Олександр Семенович Трачевський народився 1838 року в російському місті Ставрополь, що на той час входило до складу Кавказької губернії Російської імперії у купецькій родини.
1860 року закінчив історико-філологічний факультет Імператорського Московського університету. Був учнем Сергія Соловйова та Степана Єшевського. Згодом, викладав у кандидатських класах Миколаївського інституту у Москві та у Тифліській гімназії.
Докторську дисертацію «Союз князів і німецька політика Катерини ІІ, Фрідриха ІІ, Йосифа ІІ, 1780—1790 рр.» захистив у 1877 році, за що отримав Уваровську премію. Після цього перейшов до Імператорського Новоросійського університету, У 1878 році був обраний ординарним професором кафедри загальної історії.
Був засновником та директором у 1879—1880 роках Вищих жіночих курсів в Одесі.
Після відставки у 1890 році переїхав до Санкт-Петербургу, зайняв посаду приват-доцента місцевого університету.
Олександр Семенович Трачевський помер у 1906 році у Санкт-Петербурзі. Похований за одними джерелами — на Новому Лахтинському цвинтарі у Санкт-Петербурзі, за іншими — на Першому Християнському цвинтарі Одеси. 1937 року комуністичною владою цвинтар було зруйновано. На його місці був відкритий «Парк Ілліча» з розважальними атракціонами, а частина була передана місцевому зоопарку. Нині достеменно відомо лише про деякі перепоховання зі Старого цвинтаря, а дані про перепоховання Трачевського відсутні.

## Наукова діяльність
Викладав курси нової, новітньої історії та історії давнього Сходу. Написав ряд підручників з російської та всесвітньої історії. В одеський період опублікував значну кількість статей російською, німецькою та французькою мовами, головним чином, по історії міжнародних відносин. Разом із жінкою він активно працював у галузі педагогічної освіти та науки, створив в Одесі школу та став організатором місцевих жіночих курсів. Належав до числа істориків ліберального напряму, був одним із знаних діячів Паризької російської школи, мав зв'язки з представниками соціалістичних груп, знаходився під негласним наглядом поліції.
Видав два томи документів із Паризького та Петербурзького архівів «Дипломатичні стосунки Росії із Францією в епоху Наполеона». Приділяв значну увагу соціологічним та теоретичним проблемам історичної науки; як публіцист активно відгукувався на події міжнародного життя. В Імператорському Новоросійському університеті став одним із засновників вивчення історії французької революції кінця XVIII століття.

### Наукові праці
- Польское бескоролевье по прекращении династии Ягеллонов. — М.: Тип. Грачева, 1869. — 664 с.
- Союз князей и немецкая политика Екатерины ІІ, Фридриха ІІ, Йосифа ІІ, 1780—1790. — С-Пб., 1877;
- Современные задачи исторической науки // Записки Новороссийского университета. — Т. 31;
- Международная политика в епоху Людовика XIV // Журнал министерства народного просвещения. — 1888.
- Наполеон I: Его жизнь и государственная деятельность: Биографический очерк. — С.-Петербург, 1900. — 112 с.